# Dalima delineata
Dalima delineata là một loài bướm đêm trong họ Geometridae.